# Am Strand (2017)
Am Strand (Originaltitel: On Chesil Beach) ist eine Verfilmung des Romans Am Strand von Ian McEwan, der auch das Drehbuch zum Film schrieb. Regie führte Dominic Cooke. Premiere war am 7. September 2017 auf dem Toronto Film Festival. Der Film lief am 21. Juni 2018 in den deutschen Kinos an.

## Handlung
Edward Mayhew und Florence Ponting wollen 1962 in einem Hotel an einem Strand, dem Chesil Beach in Dorset, ihre Hochzeitsnacht und die Flitterwochen verbringen. Beide sind nur ein paar Jahre über 20 und kommen aus sehr unterschiedlichen Familien und gesellschaftlichen Schichten. Keiner von beiden zeigt wirkliches Verständnis für die Vorlieben des anderen: Edward liebt die Natur, Jazzkneipen und Chuck Berry, Florence spielt Violine, mag Bach und Mozart, und sie träumt von einem Auftritt in der Wigmore Hall.
In Rückblenden wird ihr gesellschaftlicher Hintergrund gezeigt. Edwards Mutter ist infolge eines Unfalls mit einer schweren Kopfverletzung gehirngeschädigt. Er hat zwei jüngere Schwestern, Zwillinge. Sein Vater ist Lehrer und kümmert sich neben seiner Arbeit aufopfernd um die ganze Familie, insbesondere um die Mutter, die trotz ihrer Behinderung mit ihnen zusammenlebt. Edwards Familie bringt Florence von Anfang an Sympathie entgegen und nimmt sie liebevoll auf.
Die Familie Ponting gehört zur Upper-Class. Die Mutter ist Dozentin in Oxford, kühl und Ich-bezogen, der Vater ist Unternehmer und demütigt den zukünftigen Schwiegersohn und seine Tochter, wo er nur kann. Florence hat die Musikhochschule besucht und wird sich im Laufe der Zeit zu einer angesehenen Violinistin entwickeln, die ihr eigenes Quartett gegründet hat, das Ennismore-Quartett.
In einer Rückblendung werden Florence und ihr Vater auf dem familieneigenen Segelboot gezeigt, wobei Florence sich beim Segeln ungeschickt anstellt und sich daher einen unkontrollierten Zornausbruch des Vaters zuzieht.
Edward hat Geschichte studiert. Er und Florence lernen sich auf einer politischen Versammlung linker Studenten kennen, was auf die sich anbahnenden gesellschaftlichen Veränderungen Ende der 1960er Jahre hindeutet.
Edward und Florence haben sich heftig ineinander verliebt, aber beide warten mit ganz unterschiedlichen Gefühlen auf das, was sich in der Hochzeitsnacht vollziehen soll. Edward, der offenbar kaum sexuelle Erfahrung mit Frauen hat, hat bisher vergeblich versucht, Florence vor ihrer Eheschließung auch sexuell näherzukommen. Florence ist Jungfrau und hat voll Ekel in einem Buch gelesen, was es mit der ehelichen Beziehung auf sich hat. In der Hochzeitsnacht ist Edward sexuell stark erregt, während Florence geängstigt und geradezu abgestoßen ist von dem, was sie auf sich zukommen sieht. Doch sie möchte Edward unter keinen Umständen verletzen. Beide finden keine Worte für ihre Befindlichkeit, ja Florence ist sogar überzeugt, dass es für ihr Problem überhaupt keine Worte gibt.
Nach einem missglückten Versuch, die Ehe zu vollziehen, flieht Florence aus dem Hotelzimmer an den Strand. Edward folgt ihr zögernd. Florence will Edward nicht verletzen und bietet ihm ein gemeinsames zukünftiges Leben, allerdings ohne Sex, dafür mit allen Freiheiten an. Darüber kommt es zu einem heftigen Streit, in dessen Folge Edward den Strand und das Hotel verlässt. Ihre Ehe ist bereits nach sechs Stunden gescheitert und wird geschieden.
Dreizehn Jahre später führt Edward einen Schallplattenladen in London. Eines Tages will ein etwa zwölfjähriges Mädchen eine Platte von Chuck Berry für den Geburtstag ihrer Mutter kaufen. Edward erkennt, dass es die Tochter von Florence sein muss.
Weitere 32 Jahre später gibt das Ennismore-Quartett sein Abschlusskonzert in der Wigmore-Hall. Aus dem Radio erfährt man, dass Florence verheiratet ist und drei Kinder hat. Edward sitzt in der dritten Reihe, und während der Musik kommen ihm die Tränen über die verlorene Liebe. Florence auf der Bühne erkennt ihn, und auch sie muss weinen.

## Produktion
Der Soundtrack des Films stammt von Dan Jones. Zu hören sind neben seinen Originalkompositionen Ausschnitte aus Edward Elgars Variations on an Original Theme op. 36, Haydns Streichquartett op. 77 Nr. 1, Bachs Partita für Violine Solo Nr. 3 in E-Dur und Suite für Cello Solo Nr. 1, Mozarts Haffner-Sinfonie und sein Streichquintett in D-Dur, KV 593, Schuberts Streichquartett Nr. 14 sowie Rachmaninows Sinfonische Tänze op. 45. Die Geigensoli werden von Esther Yoo gespielt, und Don Jones leitete das BBC National Orchestra of Wales.
Der Vers Sexual intercourse began In nineteen sixty-three …, der am Anfang des Films zitiert wird, stammt aus dem Gedicht Annus mirabilis von Philip Larkin.
Gedreht wurde der Film in Oxford, in der Gegend der Chiltern Hills und am Chesil Beach in Dorset.

## Kritik
Esther Buss vom Filmdienst beschreibt den Film als formal „ein wenig behäbig“. Die „Abfolge von Hotelzimmerszene und Rückblende“ erzeuge „eine ziemlich öde Dramaturgie.“ Es gelinge „dem Film nicht, die beiden Ebenen überzeugend miteinander zu verschränken“.
Susanne Ostwald schrieb in der Neuen Zürcher Zeitung, die Verfilmung zeige, „wo die Crux bei Literaturadaptionen liegt“. Sie bemängelt, dass dem Roman in dessen Verfilmung „die Konventionen des Liebeslebens übergestülpt werden, als gebe es keine filmischen Wege, seine spezifischen Themen adäquat zu ergründen: Es geht um sexuelle Ängste und ihre fatalen Folgen, Erinnerung und Bedauern“. Während in der literarischen Vorlage Eduards Reue und das Fazit des Buches „bitter“ sind, tendiere die filmische Adaption zu einem „sentimentalen Film, der in entscheidenden Punkten von der Vorlage abweicht, sie unnötig ausschmückt und zu einer durchschnittlichen Lovestory über verpasste Gelegenheiten weichspült“.